# Контрафорс
Контрафорсът е архитектурна конструкция, изградена срещу или стърчаща от стена, служеща за поддържане или укрепване на стената. Контрафорсите са доста често срещани при по-старите сгради като средство за осигуряване на опора за противодействие на страничните сили, произтичащи от Покривните конструкции, които нямат адекватно укрепване.
Терминът „контрафорс“ може да бъде синоним на подпора и често се използва, когато се отнася за язовири, подпорни стени и други структури, задържащи земята.
Ранни примери за контрафорси са открити в храма Eanna (в древен Урук), датиращи още от 4-то хилядолетие пр.н.е. 

## Терминология
В допълнение към аркбутаните и обикновените подпори, тухлените и зиданите контрафорси, които поддържат ъглите на стените, могат да бъдат класифицирани според техния план. Захващащият или затегнат контрафорс има L-образен план, заобикалящ ъгъла; ъгловият контрафорс има два контрафорса, които се срещат под ъгъл; контрафорсът за отклонение е подобен на ъгловия, но контрафорсите са отдалечени от ъгъла; диагоналният (или „френски“) контрафорс е на 135° спрямо стените (45° от мястото, където би бил обикновеният контрафорс).  

Галерията по-долу показва погледа отгоре надолу към различните видове контрафорси (тъмносиви), поддържащи ъгловата стена на конструкцията (светлосива).
- Чертежи на контрафорси
- Ъглов контрафорс
- Захващащ или захванат контрафорс
- Диагонален или „френски“ контрафорс
- Контрафорс за отклонение

## Галерия
- Примери за контрафорси
- Контрафорс и аркбутан, предимно скрити, носещи стени на Уестминстърския дворец
- Контрафорс в Параклиса на Нашия Спасител, Зейтун, Малта
- Фасадни контрафорси на Миланската катедрала, Италия
- Контрафорсна Язовирна стена на язовир „Розеленд“ край град Албервил, Франция.
- Дебелите контрафорси характеризират архитектурата на земетръсния барок като тези в църквата в Паоай, Филипините
- Контрафорси на западната страна на джамията Укба в Кайруан, Тунис
- Контрафорсите за поддържане на стената на тази къща в редица са изградени след събарянето на съседната ѝ къща като част от пожара в мина Centralia през 1962 г. в Пенсилвания, САЩ.
- Къща във Франция от XIV век с три контрафорса
- Константиновата арка в Рим с четири контрафорса под формата на колони
- Контрафорси на Кьонигсбергската катедрала от XIV век
- Контрафорсни стълбове на външната стена на малката базилика „Св. Мартин и Кастул Римскйи“ в Ландсхут